# Mamotte! Lollipop
Mamotte! Lollipop (まもって！ ロリポップ?), è un manga shōjo scritto da Michiyo Kikuta, serializzato nel magazine shōjo Nakayoshi e pubblicato dalla Kōdansha da febbraio 2003 a luglio 2005. Nel 2006 il manga è stato adattato in una serie anime trasmessa in Giappone da luglio a settembre dello stesso anno. Inoltre vi è anche un sequel chiamato Modotte! Mamotte! Lollipop (もどって！ まもって！ ロリポップ?, Modotte! Mamotte! Roripoppu), e una storia che riguarda i protagonisti intitolata Milcute vs. Lollipop (みるきゅーとVSロリポップ?, Mirukyūto vs. Roripoppu).

## Trama
Nina Yamada è una tipica ragazza di 12 anni, che frequenta la scuola media, un giorno, mentre mangiava un dolce con delle sue amiche, ritrova nel suo piatto una perla di cristallo pensando fosse una caramella (anche grazie alle due amiche che gli dicono "magari ti porterà fortuna). In quel preciso istante arrivano dei ragazzi caduti dal cielo che cercano di prendere quella "caramella". Ma sempre dal cielo arrivano due maghi di nome Ichii e Zero, che la "salvano. Dopo gli chiedono se hanno visto qualcosa come... e gli mostrano un cartello con su disegnato la stessa caramella che pochi minuti prima lei aveva ingoiato. Con imbarazzo Nina confessa di aver ingoiato la perla. E chi arrivano subito dopo, se non i due "rivali" di Ichii e Zero? La ragazza, non sapendolo racconta subito dell'incidente e la caccia alla perla è iniziata, perché, se riescono a prendere la perla prima dei sei mesi stabiliti, riusciranno a diventare dei maghi professionisti. Quello, era un esame. Tutti cercheranno di prendere Nina che ingenuamente, non li considera come nemici, ma semplicemente come persone che vogliono qualcosa che lei ha, finché i due "rivali di Ichii e Zero la catturano e volendo la perla all'interno di lei, vorrebbero aprirgli la pancia e in questo modo ucciderla. Nina all'inizio pensa in uno scherzo, ma vedendo la serietà dei visi dei due ragazzi inizia ad aver paura. Fortuna per lei che Zero e Ichii erano pronti a salvarla. Da quel momento, i due maghi non si staccano più da lei, neanche a scuola, dove si crea un forte malinteso, dove credono che siano coinvolti in un triangolo amoroso (un vero problema per Nina, visto che i due sembrano essere molto affascinanti, e quindi molto richiesti sin dal primo giorno). Tutti e tre si affezioneranno presto a vicenda ma non solo tra di loro, mano a mano appariranno nuovi "rivali" che più che rivali, sembrano persone che vogliono prendere Nina ma che non gli faranno mai del male, degli amici, insomma, ma, sin dall'inizio era esplicito che tutto sarebbe finito a Natale, perché loro, hanno solo sei mesi di tempo, per prendere la perla da Nina e superare quindi, l'esame per diventare maghi.

## Personaggi
Nina Yamada (山田二菜（ニナ）?, Yamada Nina)
Doppiatrice originale: Yui Shoji
La ragazza protagonista della storia, ha i capelli arancioni e gli occhi marroni. Di solito quando si veste molto elegantemente, Ichii le mette nella cosa un piccolo lecca-lecca(un lollipop, appunto). Il suo carattere è aggressivo e a volte scontroso. Detesta sbrigare le faccende domestiche. Dichiara, all'inizio della storia, di aver sempre sognato, sin da piccola, 'innamorarsi di un nobile cavaliere che avrebbe dovuto proteggerla. È piuttosto prepotente con Zero, con il quale litiga spesso. Adora i bambini e li sa trattare molto bene, facendoli smettere di piangere e rassicurandoli. Durante il manga la ragazza scopre i suoi sentimenti verso uno dei due ragazzi che la proteggono arrivando a dichiararsi.
Zero (ゼロ?, Zero)
Doppiatore originale: Miki Ōtani.
Zero è uno dei due maghi all'inizio della storia che proteggono Nina. Egli ha i capelli color azzurro ed è mancino mancino. È un ragazzo ingenuo e impulsivo, che agisce prima di pensare. Questo suo carattere ha fatto sì che Ichii si potesse avvicinare a lui. Offende spesso Nina chiamandola stupida, elemento ricorrente nei manga e negli shojo, ma alla fine della storia cambierà opinione verso la ragazza. La sua specialità è la magia di distruzione. Il suo nome significa semplicemente "zero".
Ichii (イチイ?, Ichii)
Doppiatore originale:Ryota Nakamura
Il suo passato è stato molto duro ma da quando ha incontrato Zero, circa tre anni prima dell'inizio della storia, sta iniziando ad avere fiducia nel prossimo. È moro e molto mite. Al contrario di Zero è un ragazzo riflessivo e sceglie bene le sue parole prima di parlare. Si accorge, effettivamente, dell'amore di Nina per i bambini, cosa che, a Zero sembra essere totalmente sconosciuta. Ha una sorella maggiore che si è sposata con il fratello maggiore di Zero.
Forte Xerardo (フォルテ・シェラルド?, Forute Sherarudo)
Doppiatore originale: Noriko Namiki.
Uno dei nemici, la sua specialità è l'ipnotismo con il quale controlla i suoi avversari grazie al flauto. Il suo alleato, Sun, è suo cugino. Forte viene a volte chiamato "For-chan". Il suo nome in qualche modo significa "4". È il migliore amico di Sun e la sopporta in tutto quello che fa, anche quando lo veste da femmina perché dice che sembra troppo carino in quei panni.
San Xerardo (サン・シェラルド?, San Sherarudo)
Doppiatrice originale: Momoko Saitō
Una ragazza dall'aspetto dolce e puro ma che sa essere crudele (è stata lei a tirare fuori l'idea di uccidere Nina per prendergli la perla, subito dopo aver condiviso con lei una fetta di torta), la sua specialità consiste nell'evocazione. Fra le creature che riesce ad evocare vi sono un gatto con lunghe gambe ed un rapace gigantesco. La sua potenza magica è molto superiore rispetto ai suoi compagni. Sin da piccola era tenuta lontana da tutti, tanto che, Forte, l'ha conosciuta di nascosto. Durante la malattia della madre, non si poteva avvicinare a lei e le ha promesso di sorridere sempre. Le era stato proibito dal nonno di sorridere dopo la morte della madre. Decise di soffocare tutto il suo dolore sfogandosi solo con Forte dopo che lui le disse "Non devi sempre sorridere". Comunque, quella, fu l'unica e l'ultima volta, in cui Forte vide Sun piangere.
Rokka (ロッカ Rokka)
Doppiatrice originale: Sakura Nogawa
Una ragazza molto impulsiva e che ama follemente Icchi. La sua prima apparizione fu nella scuola di Nina quando, durante una lezione, entrò improvvisamente per poi baciare Icchi davanti a tutti. In realtà è una bambina di appena 5 anni ed è accompagnata dal suo compagno di squadra Gou. Il suo potere è di far crescere le persone o trasformarle in bambini.
Nanase Akatsuki (七瀬 Nanase)
Doppiatrice originale: Rie Miyoshi
All'apparenza sembra una ragazza carina che è sempre circondata dai ragazzi, ma nel mondo della magia la sua popolarità verso gli altri è stata rovinata da Zero che dopo essersi scontrato con Nanase disse a tutti che in realtà era un ragazzo. Così insieme al suo partner è in continua lotta contro Icchi e Zero.
Kuku (クク Kuku)
Doppiatrice originale: Masami Suzuki
Anche se all'apparenza sembra un ragazzo, è la promessa sposa di Zero. È stato deciso dai genitori di entrambi, malgrado non si avesse il consenso di entrambi. Ha il potere di trasformare gli altri in animali. Il suo compagno è Toto.
Toto (トトToto)
Doppiatore originale: Takanori Ohyama
È il compagno di squadra di Kuku che in realtà è gelosissimo di quest'ultima perché lei è innamorata di Zero. Infatti lui è innamorato proprio di Kuku. Dopo che Kuku fu rifiutata da Zero, riuscì a dichiararsi.
Zura
È una creatura magica che accompagna ovunque Zero e Icchi e riesce a sentire la presenza della perla e quindi anche di Nina.

## Sigle
- Sigla iniziale:"Poppin' Heart ha Hitotsu Dake?" di Clover
- Sigla finale: "Kyun-Kyun-Panic" di Mosaic.wav